# Civia

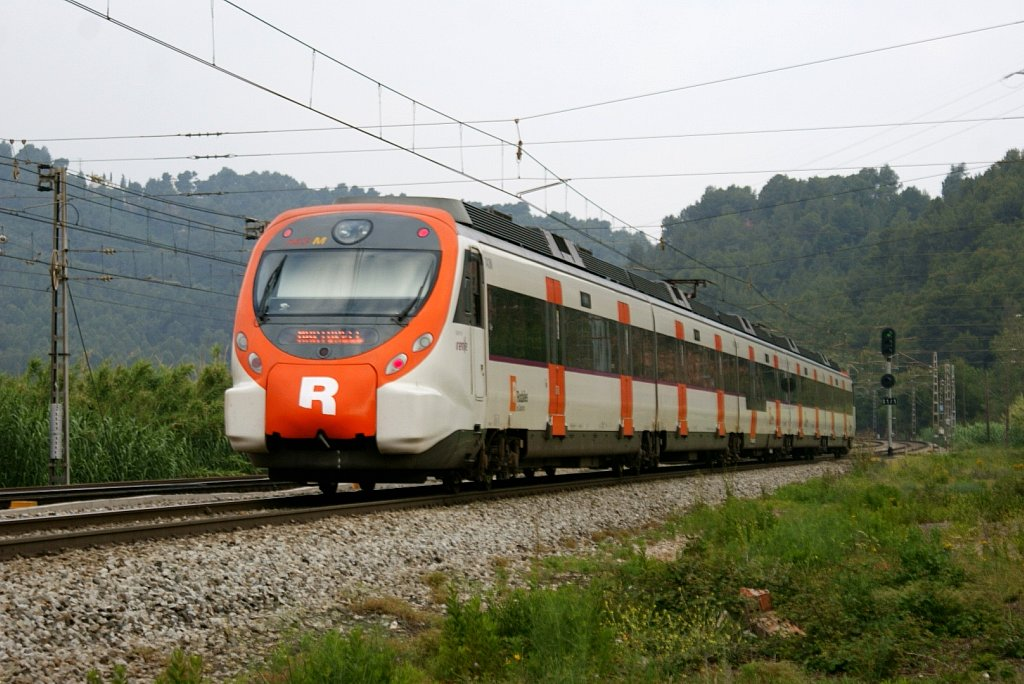
Tren de Rodalies de Catalunya serie 465 a su paso por Castellbisbal (Barcelona).

Civia o conocido como brazo es un tipo de material rodante autopropulsado destinado al servicio de viajeros, en trenes de cercanías, desarrollado por un consorcio formado por Caf, Siemens, Bombardier y Alstom, para la Red Nacional de los Ferrocarriles Españoles-Renfe, que agrupa a las series 462, 463, 464 y 465, resultado de la evolución de los trenes de las series 446 y 447, cuya primera circulación comercial fue el 1 de julio de 2003 en la red de Cercanías Madrid. 
El concepto de tren parte de Renfe, hace especial hincapié en la comodidad para el usuario; además son los primeros trenes de piso bajo, adaptados a personas de movilidad reducida (PMR). En 2003 se adquirieron 80 nuevas unidades. El primero de estos trenes comenzó a circular en 2006.
La numeración de estos trenes sería 462, 463, 464 y 465, pero al poder mezclarse todas las series, se decidió agrupar a todos ellos con el nombre de Civia. Son la evolución de los trenes de las series 446 y 447.
Actualmente, existen las unidades 463, 464 y 465 de 3, 4 y 5 coches, respectivamente, agrupadas en 4 series Civia I, Civia II, Civia III y Civia IV (CAF-Siemens) y Civia Modular II, III y IV (Alstom) (el Civia Modular I fabricado por Alstom es de diseño Civia de CAF-Siemens). En 2010-2013 entraron los Civia V.
La renovación del gran parque de los trenes destinados a prestar servicios de cercanías en los grandes núcleos de población, que actualmente son prestados principalmente por unidades de las series 440, 446 y 447, utilizados de manera intensiva debido a la creciente demanda en este tipo de servicios, especialmente en los servicios prestados por las unidades de la serie 440, cuya vida útil parece que llega a su fin dado su largo periodo en activo (40 años en servicio) que las ha llevado a ser consideradas como amortizadas y en muchos casos transformadas en mayor o menor grado, es el motivo de la aparición de este relevo tecnológico.

## Tecnología
Los trenes Civia optimizan la comodidad y la calidad del viajero, a la vez que disminuyen los costes de mantenimiento y energéticos, por medio de notables innovaciones tecnológicas como la informatización de los equipos de potencia, de control y los auxiliares para conseguir una mejor gestión de los mismos. Estos trenes especificados por Renfe han sido diseñados por CAF, y fabricados por Vossloh (actualmente Stadler Valencia) y Alstom, quienes han aportado su capacidad tecnológica y estructura empresarial adaptándose a los requerimientos y solicitudes de Renfe. La velocidad máxima a la que circulan es de 120 km/h, aunque están diseñados para alcanzar 160 km/h con algunas reformas.

## Modularidad
Una de las características de los trenes Civia es su modularidad, lo que les permite adecuar el número de coches de la unidad a la demanda existente. De esta manera los trenes pueden estar formados por dos, tres, cuatro o cinco coches, existiendo únicamente cuatro tipos de coche con los que formar estas composiciones.

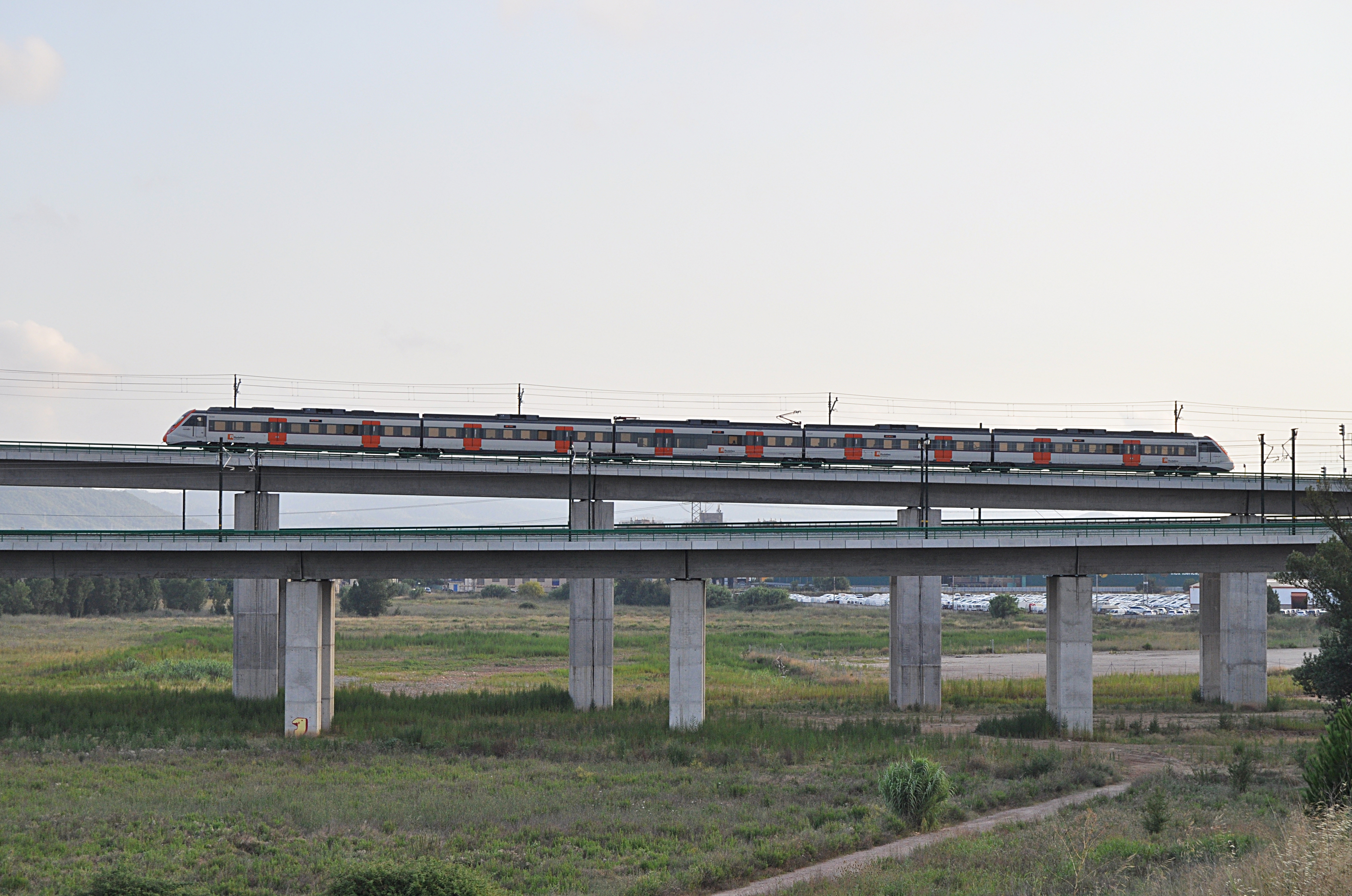
Un automotor eléctrico Civia 465, que realiza un servicio R8 de Rodalies de Catalunya con destino Granollers Centre, entra en el enlace del Nudo de Mollet que une la línea 246 Castellbisbal - Mollet y la estación de Mollet-Sant Fost.

Los cambios en las composiciones se efectuarían en los talleres en un plazo medio de tiempo, agregando coches según la necesidad del núcleo urbano donde den servicio.
Los tipos de coches existentes son:
- A1 - Coche extremo con cabina de conducción y piso normal.
- A2 - Coche extremo con cabina de conducción y piso normal.
- A3 - Coche intermedio con W.C. y piso bajo.
- A4 - Coche intermedio con piso normal.
- A5 - Coche intermedio con piso normal.

El coche de tipo A3 tiene la altura de su piso adaptada a la misma altura de los andenes de la red de Cercanías con objeto de facilitar la entrada a personas con movilidad reducida.
A su vez, los distintos tipos de coches se sustentan sobre dos tipos de bogies, denominados BR y BM. El bogie BR es el bogie destinado al Bogie Remolque Extremo; el bogie BM es el Bogie Motor, compartido por cada dos coches intermedios. Al estar prácticamente todos los bogies motorizados, las prestaciones del tren se mantienen independientemente del número de coches que forme la unidad.
Con estos cuatro tipos de coche y de acuerdo a la numeración U.I.C. se formarán las series de material 462, 463, 464 y 465, según el número de coches que lleven. El hecho de poder formar distintas series, según la combinación de coches de la unidad, dificultará el seguimiento de las distintas unidades formadas en cada momento, ya que no se podrá hablar de un parque concreto de unidades de una serie determinada, sino más bien de un conjunto de coches capaces de formar distintos vehículos ferroviarios.
Todos los trenes Civia, sea cual sea su número de coches, tendrán las mismas prestaciones funcionales, comerciales y de confort, así como idénticas prestaciones de tracción y freno. A su vez, cualquier tren Civia podrá circular acoplado con mando múltiple a cualquier otro tren Civia de igual o diferente número de coches, sin restricciones técnicas o comerciales.

## Caja

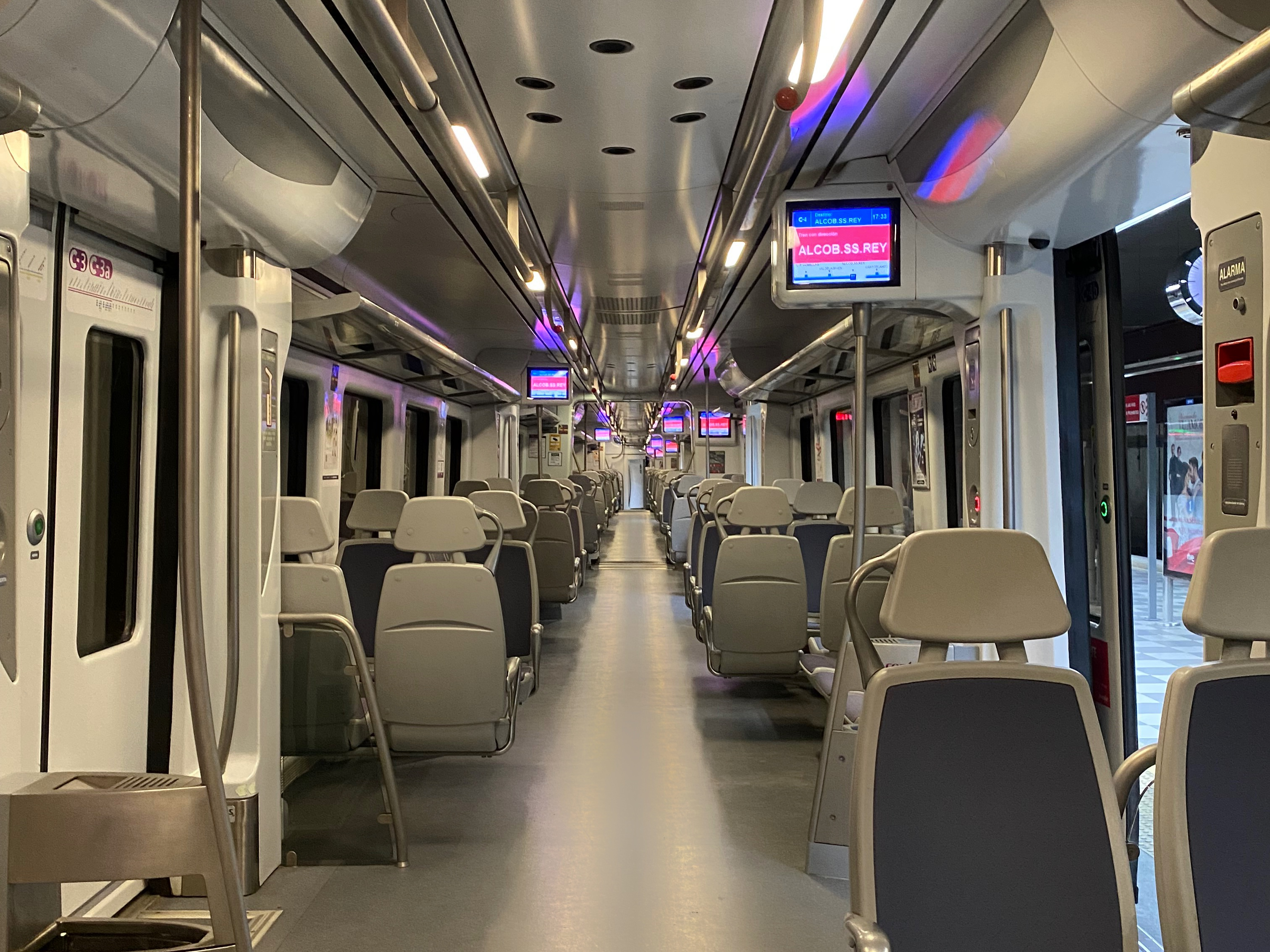
Interior de un tren Civia estacionado en Parla (Madrid).

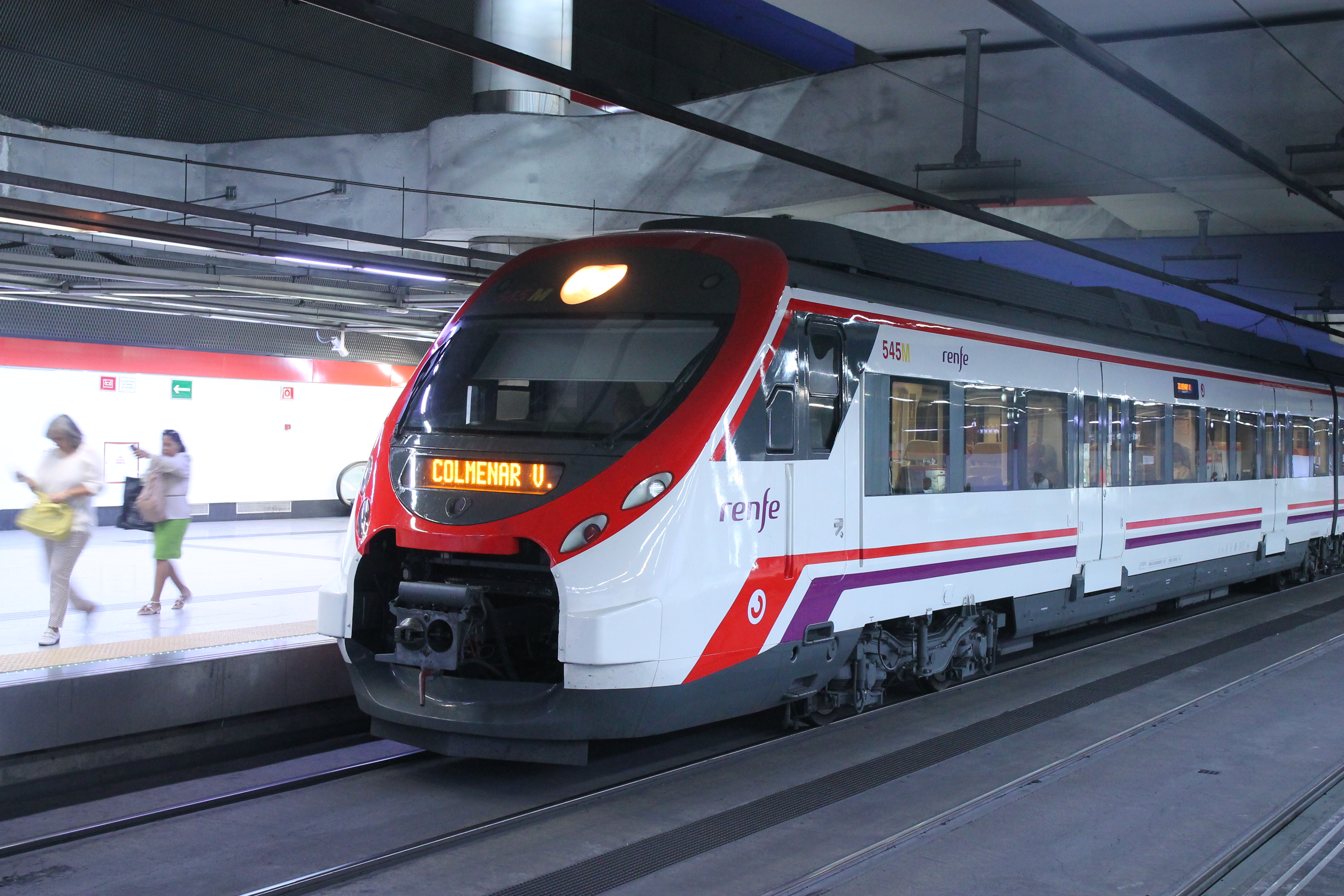
Civia en la estación de Nuevos Ministerios en Madrid

Estructuralmente, las cajas están construidas con perfiles de aluminio de grandes dimensiones soldados entre sí, formando con chapas del mismo material la estructura autoportante del coche. Los testeros frontales están realizados en poliéster reforzado con fibra de vidrio y dispositivos anticlimber con absorción de energía. El espacio interior está dedicado íntegramente a su uso comercial, excepto los vehículos A1, donde se encuentran las cabinas de conducción, y los coches A2 donde además se han ubicado algunos armarios de control. Las puertas de acceso a la unidad tienen un paso libre de 1300 mm, en el interior todos los coches se comunican entre sí mediante un pasillo diáfano sin puertas.
En el coche A3, se ha adaptado el área de piso bajo para PMR, ubicación de bicicletas y el W.C.; el acceso al andén se facilita mediante rampas automáticas. El interior de la caja se ha revestido con paneles moldeados en resinas fenólicas, aluminio y materiales estratificados. La iluminación está formada por dos líneas longitudinales de fluorescentes con puntos de luz sobre los maleteros. 
El sistema de aire acondicionado/calefacción se ha sustituido por un sistema de climatización ambiental, instalado en cada vehículo, reforzándose el sistema de calefacción con calentadores a nivel del piso del departamento. Las cabinas de conducción disponen de un equipo de climatización independiente y autónomo controlado a voluntad por el maquinista. La información al viajero consta de seis monitores TFT por coche, dos de ellos de 17" y cuatro de 15", donde se facilitará información referente a enlaces, publicidad comercial y mensajes. En el frontal y en los costados exteriores existen teleindicadores para información del destino. Interiormente existe megafonía y música ambiental con reproductor MP3. 
En el núcleo de Cercanías Madrid, esta serie es la única que transmite información al usuario, junto con las series 447 y 450 tanto en español como en inglés. Para el idioma inglés se ha utilizado la megafonía habitual de la serie 449 y la serie 599 de Renfe.[cita requerida]

Dibujo esquemático de un Civia.

## Sistemas embarcados
Los trenes Civia disponen de:
- sistemas de seguridad tipo ASFA, ASFA Digital (en instalación actualmente) y ERTMS (en instalación actualmente).
- equipo CCTV
- equipo cuentapersonas (CUPER)
- equipo de información al viajero (videoinformación + audio + carteles exteriores)
- equipo de comunicaciones (GSM, GPS) y radio tren-tierra FM
- equipo de control monitorización de tren (TCMS): CAF (Cosmos) o Alstom.

## Similitudes con otras unidades

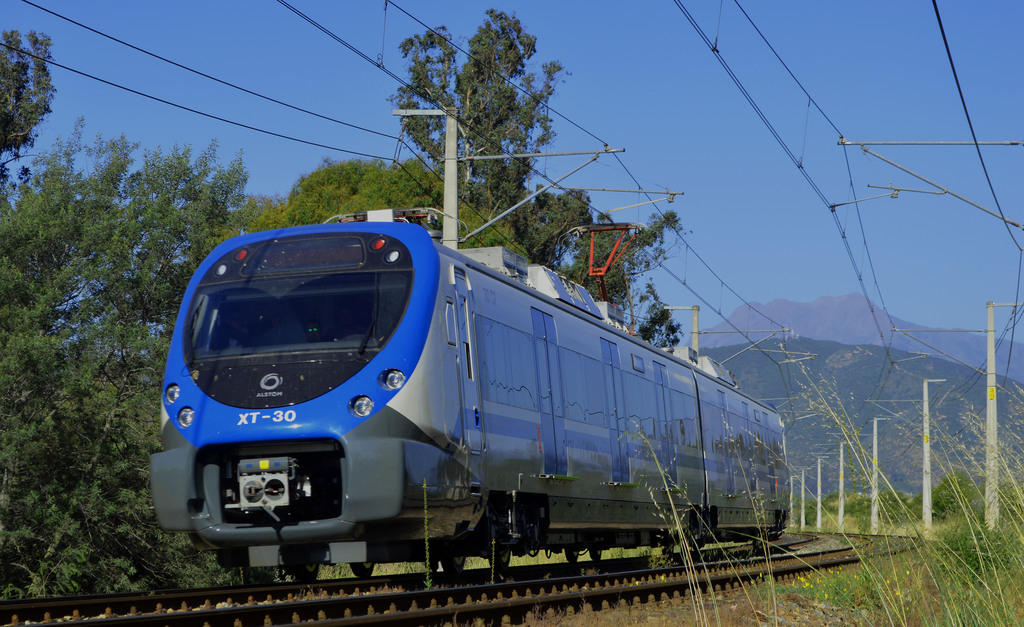
Exterior de una unidad X'Trapolis Modular de Merval.

- Estas unidades Civia poseen similitudes con las unidades chilenas X'Trapolis Modular, fabricado actualmente por Alstom y que opera para  EFE Central (ex-TMSA) y Tren Limache-Puerto (Merval). Sin embargo, el espacio interior, los asientos y la disposición de accesos son propias de la familia X'Trapolis.
- En México para el futuro ferrocarril México-Toluca se escogió un diseño de CAF en base al modelo Civia Original de Cercanías pero optimizado para una mayor velocidad punta y un recorrido de media distancia esto con el fin de entregar un tren lo bastante versátil para adaptarse a la demanda de afluencia de dicha línea.